# Campora

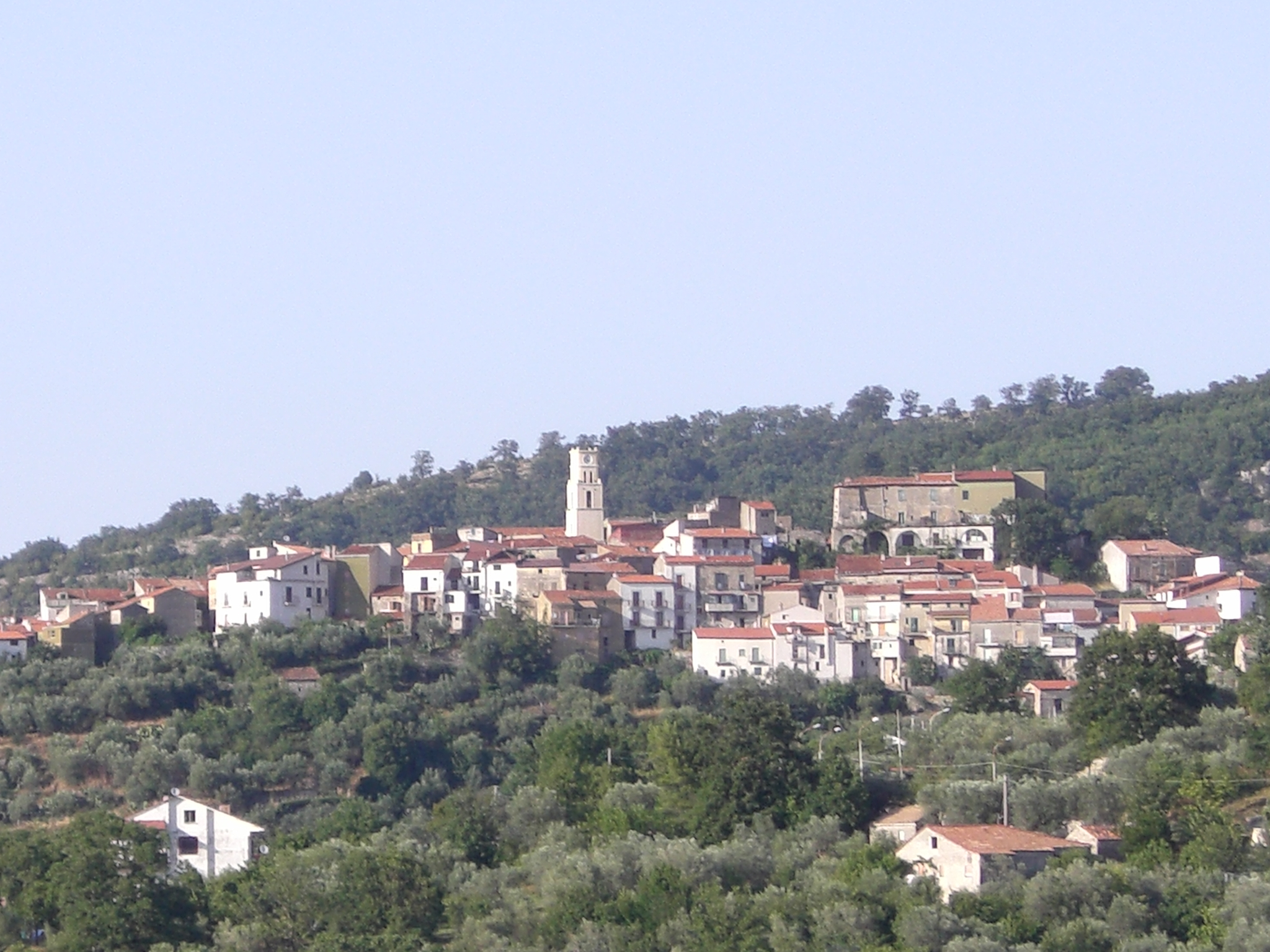

Campora is een gemeente in de Italiaanse provincie Salerno (regio Campanië) en telt 545 inwoners (31-12-2004). De oppervlakte bedraagt 29,0 km², de bevolkingsdichtheid is 19 inwoners per km².

## Demografie
Campora telt ongeveer 235 huishoudens. Het aantal inwoners daalde in de periode 1991-2001 met 21,9% volgens cijfers uit de tienjaarlijkse volkstellingen van ISTAT.
| Jaar | Inwoneraantal |
| ---- | ------------- |
| 1991 | 721           |
| 2001 | 563           |

## Geografie
De gemeente ligt op ongeveer 525 m boven zeeniveau.
Campora grenst aan de volgende gemeenten: Cannalonga, Gioi, Laurino, Moio della Civitella, Novi Velia, Stio.